# Solpuga richardi
Solpuga richardi är en spindeldjursart som beskrevs av Roewer 1950. Solpuga richardi ingår i släktet Solpuga och familjen Solpugidae. Inga underarter finns listade i Catalogue of Life.